# Észak-Oszétia zászlaja
A fehér és a vörös az alánok tulajdonságait – erkölcsi tisztaságukat és lovagiasságukat – tükrözi. A sárga a bőség és a jólét jelképe.

## Lásd még
- Dél-Oszétia zászlaja